# 约翰·里格比
约翰·里格比（英語：John Rigby，1906年4月7日—1975年6月19日），新西兰男子赛艇运动员。他曾代表新西兰参加1938年大英帝国运动会赛艇比赛，获得男子四人单桨有舵手银牌。